# Peter Herbolzheimer
Peter Herbolzheimer (31 de dezembro de 1935 - 27 de março de 2010) foi um músico alemão, guitarrista, trombonista e bandleader.